# سنت-ترز-دو-لا-گاتینو، کبک
سنت-ترز-دو-لا-گاتینو (به فرانسوی: Sainte-Thérèse-de-la-Gatineau) شهری در منطقه شهری لا وله-دو-لا-گاتینو ناحیه اوتاوه در استان کبک کانادا است. در سرشماری سال ۲۰۱۱ این شهر ۳۵۹ نفر جمعیت داشته‌است و مساحت آن ۶۷٫۸۵ کیلومتر مربع است.